# Кулемет Гарднера
Кулемет Гарднера був раннім типом механічного кулемета. Він мав один, два або п'ять стволів, живлення велося з вертикального магазина або з бункеру і ведення вогню велося за допомогою кривошипу. При обертанні руків'я, важіль подачі розташовував набій у казеннику, затвор закривався і відбувався постріл. Подальше обертання кривошипу призводило до відкривання затвора і викиданню порожньої гільзи.

## Розробка
Кулемет Гарднера було винайдено у 1874 Вільямом Гарднером з Толідо, Огайо який був капітаном армії Союзу під час громадянської війни у Америці. Після створення прототипу він пішов до компанії Pratt and Whitney, яка після року розробки випустила військову версію зброї.
У 1875 році було проведено успішну демонстрацію на офіцерам ВМС США, проте, вони рекомендували Pratt and Whitney продовжити розробку системи, продовжити покращення системи живлення, яка була розроблена Е.Г. Паркхерстом, інженером Pratt and Whitney. Армія провела тести, але не виявила зацікавленості у зброї.
Паркхерст додав багато покращень у систему живлення кулемета, які зробили кулемет більш надійним. Протягом 1877 було проведено додаткові тести з набоєм калібру .45 (11,4 мм), з яким дульна швидкість стала 390 м/с.
17 червня 1879 було проведено ще одну демонстрацію на військово-морській верфі, під час якої зброю презентували Френсіс Е. Пратт і Амос Вітні. Зі зброї було зроблено 10000 пострілів протягом випробувань, що зайняло 27 хвилин 36 секунд, з перервами між пострілами для вирішення проблем з екстракцією. До появи зупинок при стрільбі було зроблено 4722 постріли, і після виправлення збою було зроблено приблизно 5000 пострілів.
15 січня і 17 березня 1880 було проведено подвійні тести на полігоні Сенді-Гук перед наглядовою радою армії. Зброя показала себе добре і вони рекомендували щоб армія закупила кілька кулеметів для польових випробувань, відзначаючи низьку вартість зброї. Але армія відмовилася від замовлення.
У цей час, британський Королівський флот, який успішно використовував кулемет Гатлінга, виявив зацікавився у зброї і Гарднера запросили до Англії для показу свого винаходу. Адміралтейство було настільки вражено демонстрацією, що вони адоптували зброю і купили права на випуск кулемета у Англії. Гарднер залишився у Англії для нагляду за будівництвом зброї.

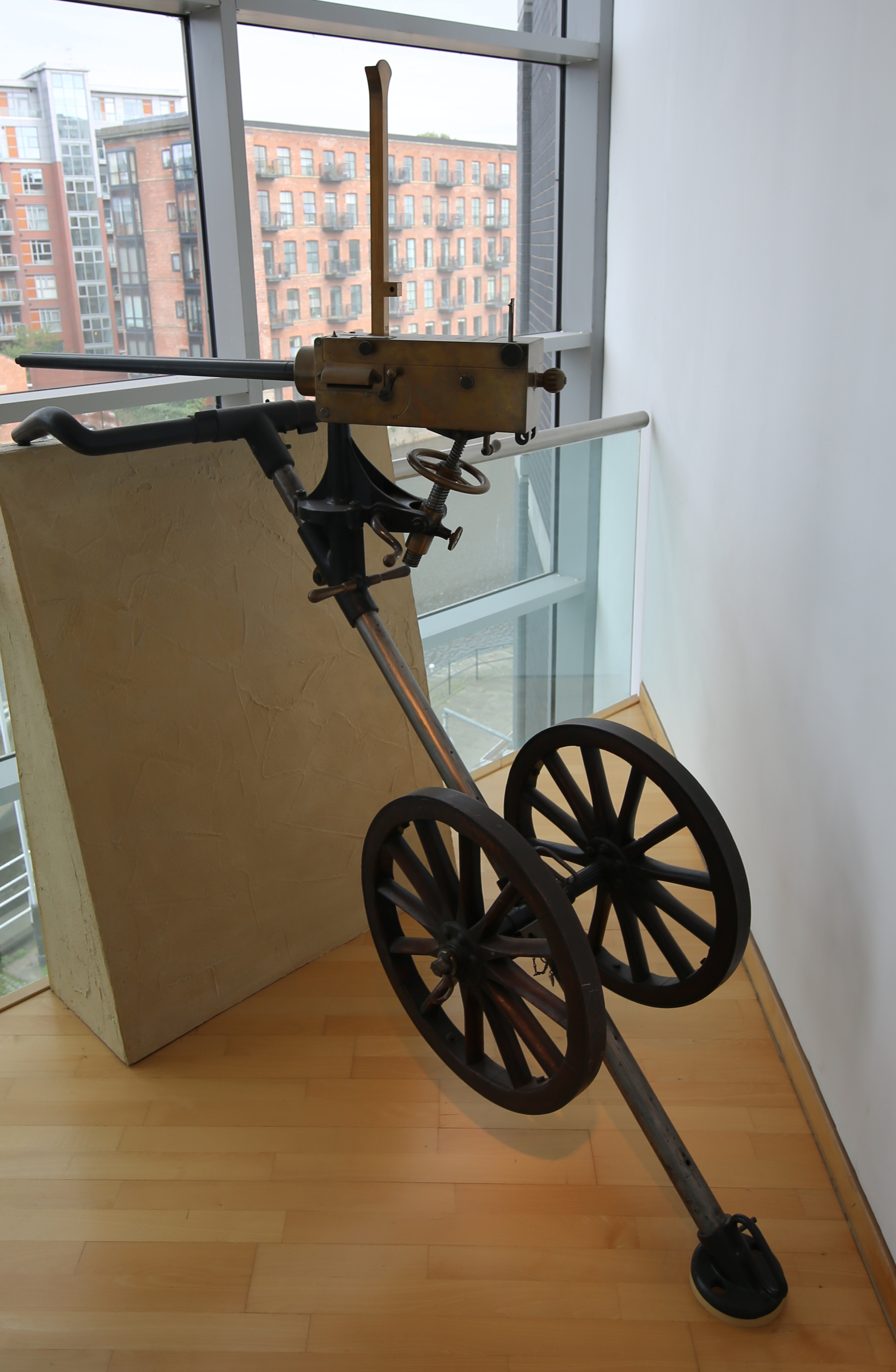
Кулемет Гарднера 1887

Британська армія зацікавилася кулеметом і після ряду тестувань обрали кулемет Гарднера. Під час цих тестів з п'яти ствольного кулемета Гарднера було зроблено 16754 постріли до першого збою, лише з 24 зупинками. Коли було враховано помилки оператора, виявилося, що на 10000 пострілів всього 4 збої. Армія адаптувала зброю, хоча його прийняття гальмувалося з боку Королівської артилерії. Кулемет використовували під час повстання Махді (у Судані), у битві Абу Клі, де його механізм виявився вразливими від сипучого піску і пилу.
У Непалі непальській генерал Гехендра Шамстер Янг Багадур Рана розробив  кулемет який отримав назву Біра під набій .577/450 Martini–Henry, який базувався на кулеметі Гарднера, але мав два стволи, барабанний магазин вагою 18 кг і руків'я кривошипу треба було тягнути, а не штовхати, як у кулеметі Гарднера. Вага кулемета складала 500 кг. Кулемет випускався 1896—1897 роках.

### Зброя схожа за роллю, продуктивністю і ерою
- Кулемет Норденфельта: схожий кулемет з кривошипним ручним механізмом